# TrustRank
Le Trust Rank (terme anglais signifiant « indice de confiance ») ou TR est le nom d'un algorithme mis au point par deux chercheurs de l'université Stanford et un chercheur de l'entreprise Yahoo!. Cet algorithme, visant à combattre les pages internet de spam, a été présenté dans un document publié le 1er mars 2004.

## Description
L'algorithme du TrustRank correspond également au nom de l'indice principal qui est généré par l'algorithme. Cet indice donne le degré de confiance accordé à une page web ou un site web et peut ensuite être utilisé pour faire partie de l'un des facteurs pris en compte pour classer les sites dans les résultats de recherche d'un moteur de recherche. La note de cet indice varie de 0 (qui équivaut à du spam) jusqu'à 10 (page de confiance).
Le TrustRank est également un nom de marque déposé par la société Google le 16 mars 2005.
Google abandonne la marque déposée TrustRank en avril 2008, mais dépose un brevet le 13 octobre 2009 qui s’intitule « Search Result Ranking Based On Trust ».[réf. nécessaire]